# Ambasadorowie Stanów Zjednoczonych w Polsce

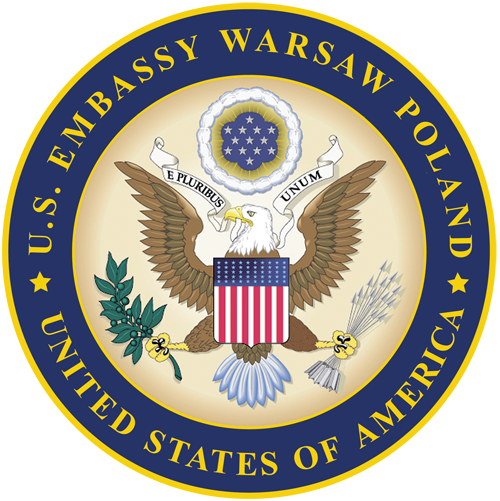
Pieczęć Ambasady Stanów Zjednoczonych w Warszawie

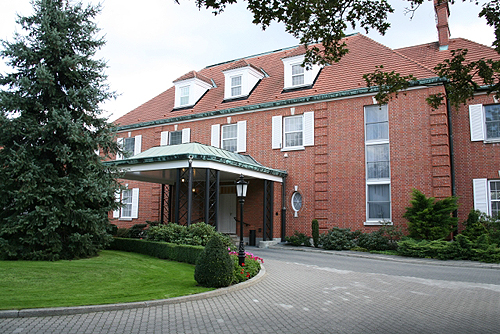
Rezydencja Ambasadorów Stanów Zjednoczonych w Warszawie

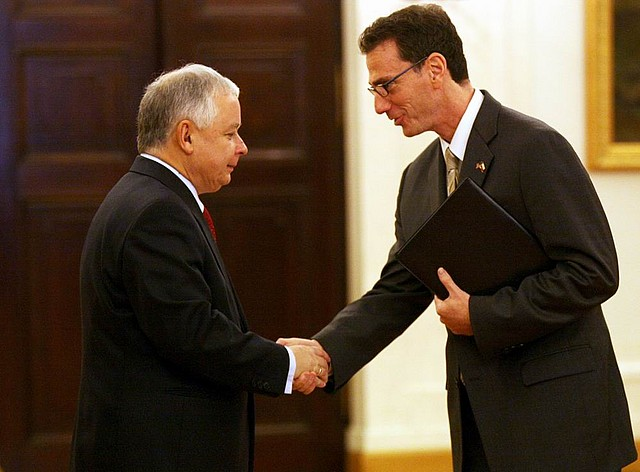
Prezydent Polski Lech Kaczyński przyjmuje list uwierzytelniający od nowego ambasadora USA w Polsce Lee A. Feinsteina, 20 października 2009

Ambasadorowie Stanów Zjednoczonych w Polsce – przedstawiciele dyplomatyczni w randze ambasadora, stojący na czele misji dyplomatycznych Stanów Zjednoczonych w Polsce, mianowani przez Prezydenta USA, za radą i zgodą Senatu. Głównymi celami ich misji są ochrona i promocja amerykańskich interesów w Polsce oraz rozwijanie obustronnych stosunków gospodarczo-społecznych poprzez kontakty z władzami polskimi oraz z polskim biznesem, organizacjami pozarządowymi, instytucjami oświatowo-naukowymi, społecznymi i mediami.

## Początki stosunków dyplomatycznych
Historia amerykańskich przedstawicielstw dyplomatycznych na ziemiach polskich rozpoczęła się w 1871 roku, kiedy w Warszawie (znajdującej się wtedy w zaborze rosyjskim) otworzono pierwszy konsulat Stanów Zjednoczonych. Placówka ta została zamknięta podczas I wojny światowej, w 1917 roku, po wypowiedzeniu przez Stany Zjednoczone wojny Niemcom, które wtedy okupowały Warszawę. W styczniu 1919 roku, po uznaniu przez USA niepodległości Polski, nawiązano pomiędzy obydwoma krajami oficjalne stosunki dyplomatyczne. Cztery miesiące później, 2 maja 1919 roku, amerykański polityk i dyplomata Hugh S. Gibson przedłożył polskim władzom list uwierzytelniający, zostając pierwszym przedstawicielem Stanów Zjednoczonych w Polsce w randze posła nadzwyczajnego i ministra pełnomocnego. Począwszy od 1930 roku szefowie misji dyplomatycznych w Polsce rezydowali jako tytularni ambasadorzy. Na pierwszego w historii amerykańskiego ambasadora w Polsce mianowany został Alexander Moore, były ambasador USA w Hiszpanii i w Peru, który jednak z powodu nagłej śmierci jeszcze przed złożeniem przysięgi nigdy nie objął swojej funkcji. Na stanowisku zastąpił go pionier amerykańskiej automobilistyki i polityk John Willys.

## II wojna światowa
Wybuch II wojny światowej nie spowodował zawieszenia polsko-amerykańskich stosunków dyplomatycznych. 5 września 1939 roku, aktualnie rezydujący w Polsce ambasador USA Anthony Biddle Jr przeniósł się do Paryża (kilka dni później Francja stała się również miejscem schronienia dla Polskiego Rządu na uchodźstwie). Po upadku Francji w 1940 roku, polski rząd ewakuował się do Londynu, wraz z nim do Anglii wyjechał Anthony Biddle, który dostał akredytację rządu USA na reprezentowanie go w stosunkach dyplomatycznych z przebywającymi również na uchodźstwie w Londynie rządami Belgii, Czechosłowacji, Grecji, Luksemburga, Holandii, Norwegii i Jugosławii. Biddle opuścił Londyn w 1943 roku, by jako generał Armii Stanów Zjednoczonych wziąć udział w wojnie, ale do jej końca zastępował go Rudolf Schoenfeld jako chargé d’affaires ad interim.

## Placówki dyplomatyczne po wojnie
Wraz z końcem wojny, w wyniku porozumień jałtańskich Stany Zjednoczone wycofały swoje poparcie dla rządu na uchodźstwie, sankcjonując działalność Tymczasowego Rządu Jedności Narodowej. 5 lipca 1945 roku, ambasada amerykańska przy polskim rządzie w Londynie została zamknięta. 31 lipca 1945 roku wznowiła działalność ambasada w Warszawie, ambasadorem został przedwojenny sekretarz placówki Arthur Lane. Rok później, w 1946 roku, zostały w Polsce otworzone dwie amerykańskie placówki konsularne: 16 stycznia w Poznaniu i 1 lipca w Krakowie. Obydwie placówki działają do dziś, chociaż okresowo ich działalność była zawieszana. W latach 1945–1950 funkcjonowała też placówka konsularna w Gdańsku.

## Kadencje ambasadorów USA w Polsce
| Lata rezydowania | Portret | Imię i nazwisko / Tytuł                                          | Data złożenia listu uwierzytelniającego |
| ---------------- | ------- | ---------------------------------------------------------------- | --------------------------------------- |
| 1919–1924        |         | Hugh S. Gibson Minister Pełnomocny                               | 2 maja 1919                             |
| 1924–1925        |         | Alfred J. Pearson Minister Pełnomocny                            | 26 czerwca 1924                         |
| 1925–1929        |         | John B. Stetson Jr. Minister Pełnomocny                          | 29 sierpnia 1925                        |
| 1930–1932        |         | John N. Willys Ambasador Nadzwyczajny i Pełnomocny               | 24 maja 1930                            |
| 1932–1933        |         | Ferdinand Lammot Belin Ambasador Nadzwyczajny i Pełnomocny       | 13 grudnia 1932                         |
| 1933–1937        |         | John C. Cudahy Ambasador Nadzwyczajny i Pełnomocny               | 6 września 1933                         |
| 1937–1943        |         | Anthony J. Drexel Biddle Jr. Ambasador Nadzwyczajny i Pełnomocny | 2 czerwca 1937                          |
| 1945 – 1947      |         | Arthur Bliss Lane Ambasador Nadzwyczajny i Pełnomocny            | 4 sierpnia 1945                         |
| 1947–1948        |         | Stanton Griffis Ambasador Nadzwyczajny i Pełnomocny              | 9 lipca 1947                            |
| 1948–1950        |         | Waldemar J. Gallman Ambasador Nadzwyczajny i Pełnomocny          | 15 października 1948                    |
| 1950–1955        |         | Joseph Flack Ambasador Nadzwyczajny i Pełnomocny                 | 30 listopada 1950                       |
| 1955–1957        |         | Joseph E. Jacobs Ambasador Nadzwyczajny i Pełnomocny             | 23 maja 1955                            |
| 1957–1961        |         | Jacob D. Beam Ambasador Nadzwyczajny i Pełnomocny                | 9 sierpnia 1957                         |
| 1962–1965        |         | John M. Cabot Ambasador Nadzwyczajny i Pełnomocny                | 2 marca 1962                            |
| 1965–1968        |         | John A. Gronouski Ambasador Nadzwyczajny i Pełnomocny            | 7 grudnia 1965                          |
| 1968–1972        |         | Walter J. Stoessel Jr. Ambasador Nadzwyczajny i Pełnomocny       | 12 września 1968                        |
| 1973–1978        |         | Richard T. Davies Ambasador Nadzwyczajny i Pełnomocny            | 5 stycznia 1973                         |
| 1978–1980        |         | William E. Schaufele Ambasador Nadzwyczajny i Pełnomocny         | 30 marca 1978                           |
| 1980–1983        |         | Francis J. Meehan Ambasador Nadzwyczajny i Pełnomocny            | 27 października 1980                    |
| 1988–1990        |         | John R. Davis Jr. Ambasador Nadzwyczajny i Pełnomocny            | 17 marca 1988                           |
| 1990–1993        |         | Thomas W. Simons Jr. Ambasador Nadzwyczajny i Pełnomocny         | 11 września 1990                        |
| 1993–1997        |         | Nicholas A. Rey Ambasador Nadzwyczajny i Pełnomocny              | 21 grudnia 1993                         |
| 1997–2000        |         | Daniel Fried Ambasador Nadzwyczajny i Pełnomocny                 | 27 listopada 1997                       |
| 2000–2004        |         | Christopher R. Hill Ambasador Nadzwyczajny i Pełnomocny          | 27 lipca 2000                           |
| 2004–2009        |         | Victor H. Ashe Ambasador Nadzwyczajny i Pełnomocny               | 17 sierpnia 2004                        |
| 2009–2012        |         | Lee A. Feinstein Ambasador Nadzwyczajny i Pełnomocny             | 20 października 2009                    |
| 2012–2015        |         | Stephen Mull Ambasador Nadzwyczajny i Pełnomocny                 | 8 listopada 2012                        |
| 2015–2018        |         | Paul W. Jones Ambasador Nadzwyczajny i Pełnomocny                | 11 września 2015                        |
| 2018–2021        |         | Georgette Mosbacher Ambasador Nadzwyczajny i Pełnomocny          | 6 września 2018                         |
| 2022–2025        |         | Mark Brzezinski Ambasador Nadzwyczajny i Pełnomocny              | 19 stycznia 2022                        |